# Dundalk F.C. w europejskich pucharach
Występy w europejskich pucharach irlandzkiego klubu piłkarskiego Dundalk.
Legenda do wszystkich tabel:
- Q – runda eliminacyjna, 1/16, 1/8, 1/4, 1/2 – odpowiednia faza rozgrywek, Grupa – runda grupowa, 1r gr – pierwsza runda grupowa, 2r gr – druga runda grupowa, F – finał, R – runda, PO – play-off
- k. – rzuty karne, los. – losowanie, Dogr. – dogrywka, w. – zasada bramek strzelonych na wyjeździe

## Wykaz spotkań pucharowych

### 1963–2000
| Sezon   | Rozgrywki                 | Runda | Klub              | Dom | Wyjazd | Ogólnie    |
| ------- | ------------------------- | ----- | ----------------- | --- | ------ | ---------- |
| 1963/64 | Puchar Europy             | Q     | FC Zürich         | 0–3 | 1–2    | 1–5        |
| 1967/68 | Puchar Europy             | Q     | Vasas             | 0–1 | 1–8    | 1–9        |
| 1968/69 | Puchar Miast Targowych    | 1R    | DOS Utrecht       | 2–1 | 1–1    | 3–2, Dogr. |
| 1968/69 | Puchar Miast Targowych    | 2R    | Rangers           | 0–3 | 1–6    | 1–9        |
| 1969/70 | Puchar Miast Targowych    | 1R    | Liverpool         | 0–4 | 0–10   | 0–14       |
| 1976/77 | Puchar Europy             | 1R    | PSV Eindhoven     | 1–1 | 0–6    | 1–7        |
| 1977/78 | Puchar Zdobywców Pucharów | 1R    | Hajduk Split      | 1–0 | 0–4    | 1–4        |
| 1979/80 | Puchar Europy             | Q     | Linfield          | 1–1 | 2–0    | 3–1        |
| 1979/80 | Puchar Europy             | 1R    | Hibernians FC     | 2–0 | 0–1    | 2–1        |
| 1979/80 | Puchar Europy             | 2R    | Celtic F.C.       | 0–0 | 2–3    | 2–3        |
| 1980/81 | Puchar UEFA               | 1R    | FC Porto          | 0–0 | 0–1    | 0–1        |
| 1981/82 | Puchar Zdobywców Pucharów | 1R    | Fram              | 4–0 | 1–2    | 5–2        |
| 1981/82 | Puchar Zdobywców Pucharów | 2R    | Tottenham Hotspur | 1–1 | 0–1    | 1–2        |
| 1982/83 | Puchar Europy             | 1R    | Liverpool         | 1–4 | 0–1    | 1–5        |
| 1987/88 | Puchar Zdobywców Pucharów | 1R    | AFC Ajax          | 0–2 | 0–4    | 0–6        |
| 1988/89 | Puchar Europy             | 1R    | FK Crvena zvezda  | 0–5 | 0–3    | 0–8        |
| 1991/92 | Puchar Europy             | 1R    | Budapest Honvéd   | 0–2 | 1–1    | 1–3        |
| 1995/96 | Puchar UEFA               | Q     | Malmö FF          | 0–2 | 0–2    | 0–4        |

### 2001–2020
| Sezon   | Rozgrywki     | Runda   | Klub              | Dom | Wyjazd | Ogólnie     |
| ------- | ------------- | ------- | ----------------- | --- | ------ | ----------- |
| 2002/03 | Puchar UEFA   | Q       | Varteks Varaždin  | 0–4 | 0–5    | 0–9         |
| 2010/11 | Liga Europy   | 1Q      | Grevenmacher      | 2–1 | 3–3    | 5–4         |
| 2010/11 | Liga Europy   | 2Q      | Lewski Sofia      | 0–2 | 0–6    | 0–8         |
| 2014/15 | Liga Europy   | 1Q      | Jeunesse Esch     | 3–1 | 2–0    | 5–1         |
| 2014/15 | Liga Europy   | 2Q      | Hajduk Split      | 0–2 | 2–1    | 2–3         |
| 2015/16 | Liga Mistrzów | 2Q      | BATE Borysów      | 0–0 | 1–2    | 1–2         |
| 2016/17 | Liga Mistrzów | 2Q      | Hafnarfjarðar     | 1–1 | 2–2    | 3–3, w.     |
| 2016/17 | Liga Mistrzów | 3Q      | BATE Borysów      | 3–0 | 0–1    | 3–1         |
| 2016/17 | Liga Mistrzów | PO      | Legia Warszawa    | 0–2 | 1–1    | 1–3         |
| 2016/17 | Liga Europy   | Grupa D | Zenit Petersburg  | 1–2 | 1–2    | 4. miejsce  |
| 2016/17 | Liga Europy   | Grupa D | AZ Alkmaar        | 0–1 | 1–1    | 4. miejsce  |
| 2016/17 | Liga Europy   | Grupa D | Maccabi Tel Awiw  | 1–0 | 1–2    | 4. miejsce  |
| 2017/18 | Liga Mistrzów | 2Q      | Rosenborg BK      | 1–1 | 1–2    | 2–3, Dogr.  |
| 2018/19 | Liga Europy   | 1Q      | Levadia           | 2–1 | 1–0    | 3–1         |
| 2018/19 | Liga Europy   | 2Q      | AEK Larnaka       | 0–0 | 0–4    | 0–4         |
| 2019/20 | Liga Mistrzów | 1Q      | Riga FC           | 0–0 | 0–0    | 0–0, k: 5–4 |
| 2019/20 | Liga Mistrzów | 2Q      | Qarabağ Ağdam     | 1–1 | 0–3    | 1–4         |
| 2019/20 | Liga Europy   | 3Q      | Slovan Bratysława | 1–3 | 0–1    | 1–4         |

### 2021–
| Sezon   | Rozgrywki               | Runda   | Klub                  | Dom             | Wyjazd          | Ogólnie         |
| ------- | ----------------------- | ------- | --------------------- | --------------- | --------------- | --------------- |
| 2020/21 | Liga Mistrzów           | 1Q      | NK Celje              | 0–3 (W)         | 0–3 (W)         | 0–3 (W)         |
| 2020/21 | Liga Europy             | 2Q      | Inter Club d’Escaldes | 1–0 (W)         | 1–0 (W)         | 1–0 (W)         |
| 2020/21 | Liga Europy             | 3Q      | Sheriff Tyraspol      | 1–1 (W), k: 4–3 | 1–1 (W), k: 4–3 | 1–1 (W), k: 4–3 |
| 2020/21 | Liga Europy             | PO      | KÍ Klaksvík           | 3–1 (D)         | 3–1 (D)         | 3–1 (D)         |
| 2020/21 | Liga Europy             | Grupa B | Arsenal               | 2–4             | 0–3             | 4. miejsce      |
| 2020/21 | Liga Europy             | Grupa B | Rapid Wiedeń          | 1–3             | 3–4             | 4. miejsce      |
| 2020/21 | Liga Europy             | Grupa B | Molde                 | 1–2             | 1–3             | 4. miejsce      |
| 2021/22 | Liga Konferencji Europy | 1Q      | Newtown               | 4–0             | 1–0             | 5–0             |
| 2021/22 | Liga Konferencji Europy | 2Q      | Levadia               | 2–2             | 2–1             | 4–3             |
| 2021/22 | Liga Konferencji Europy | 3Q      | Vitesse               | 1–2             | 2–2             | 3–4             |
| 2023/24 | Liga Konferencji Europy | 1Q      | F.C. Bruno’s Magpies  | 3–1             | 0–0             | 3–1             |
| 2023/24 | Liga Konferencji Europy | 2Q      | KA                    | 2–2             | 1–3             | 3–5             |

## Statystyki
Aktualizacja: 20.11.2022
| Rozgrywki                       | Mecze | Z  | R  | P  | G+ | G-  |
| ------------------------------- | ----- | -- | -- | -- | -- | --- |
| Puchar Mistrzów / Liga Mistrzów | 33    | 4  | 12 | 17 | 24 | 60  |
| Puchar UEFA / Liga Europy       | 37    | 9  | 5  | 23 | 34 | 73  |
| Liga Konferencji Europy         | 6     | 3  | 2  | 1  | 12 | 7   |
| Puchar Zdobywców Pucharów       | 8     | 2  | 1  | 5  | 7  | 14  |
| Puchar Miast Targowych          | 6     | 1  | 1  | 4  | 4  | 25  |
| Ogólnie                         | 90    | 19 | 21 | 50 | 81 | 179 |